# А-ля Тит

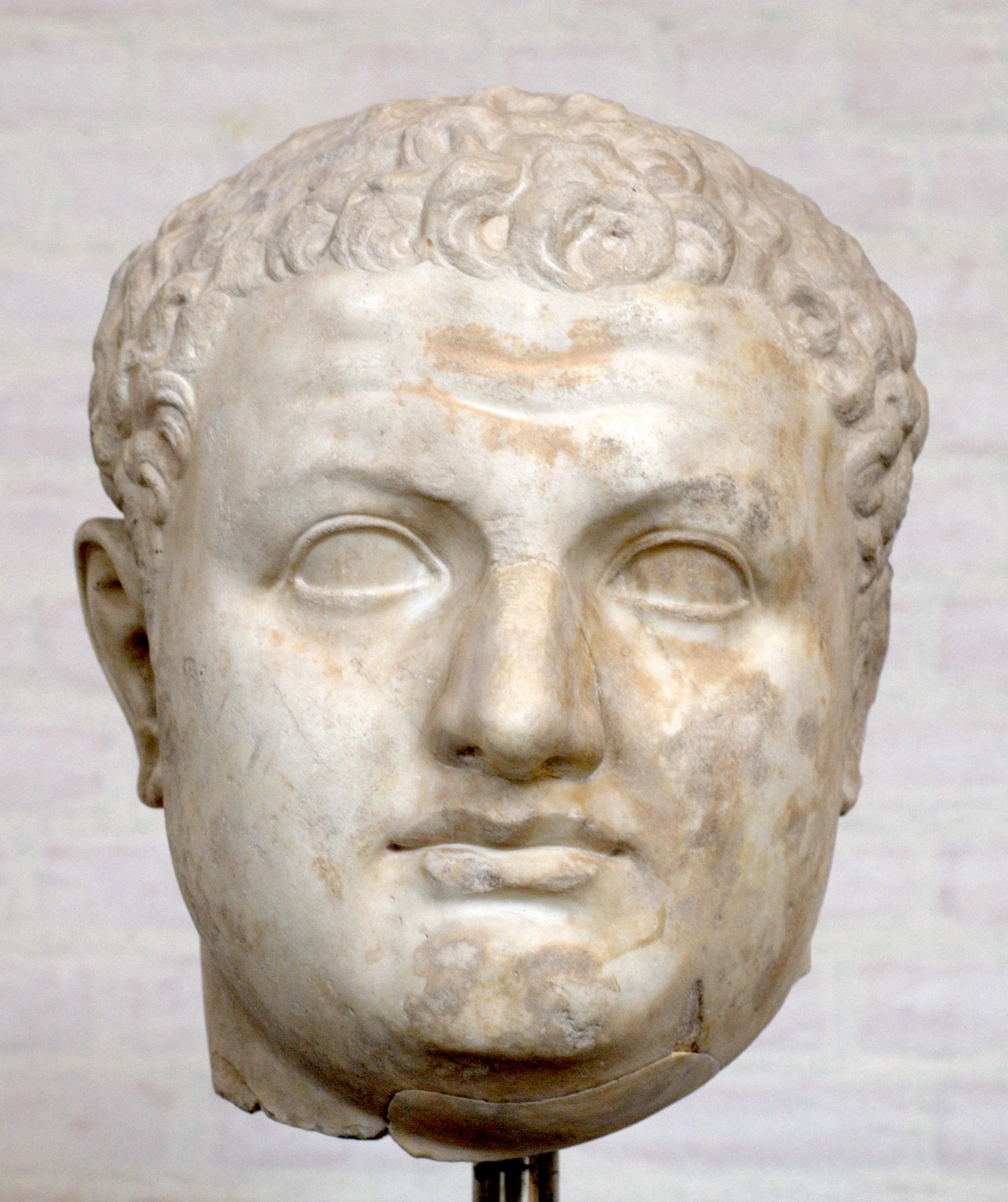
Император Тит Флавий Веспасиан-младший

Причёска «а-ля Тит» (фр. à la Titus) — короткая стрижка, популярная в эпоху ампирных мод (конец XVIII — начало XIX века), как у мужчин, так и у женщин. Названа так по имени римского императора Тита.
Эпоха рококо известна модой на чрезвычайно пышные и громоздкие причёски, созданные при помощи фонтанжа, завивки, искусственных волос и прочих приспособлений. Причёски галантного века достигали в высоту нескольких десятков сантиметров и украшались сложнейшими конструкциями в виде кораблей, клумб и прочего. Именно в этот период появляется причёска как реакция на некое событие — так, в 1778 году при французском дворе становится чрезвычайно модной причёска a-la Belle Poule, созданная в честь сражения французского фрегата Belle Poule с английскими судами.
После Великой Французской революции происходит всеобщее упрощение моды в качестве протеста против дворянской аристократической культуры рококо. Парики и пышные конструкции из волос теряют популярность, в моду входят более простые и «демократические» причёски. В период Директории (1795—1799) в Париже появилась так называемая «причёска жертвы» (à la sacrifié) как подражание приговорённым к казни на гильотине.
На фоне увлечения античностью, характерного для ампира, распространение получают причёски, подражающие античным: «а-ля грек», «а-ля Аспазия», «а-ля Тит» и многие другие. Причёска «а-ля Тит» вошла в моду в 1790 году после премьеры пьесы Вольтера «Брут» в Комеди Франсез по эскизам художника Жака Луи Давида. Актёр Франсуа Тальма, исполнявший роль Тита, появился на сцене в тоге и с причёской, скопированной с известной римской статуи. Причёску популяризировала известная светская дама Тереза Тальен.
Художник по костюмам Фёдор Комиссаржевский отмечает: «В 1798 году благодаря этой причёске на тысячу французских женщин не приходилось и десяти, сохранивших свои волосы; им пришлось сильно раскаиваться в своём увлечении мимолётной модой, когда снова вернулись к длинным локонам и косам».

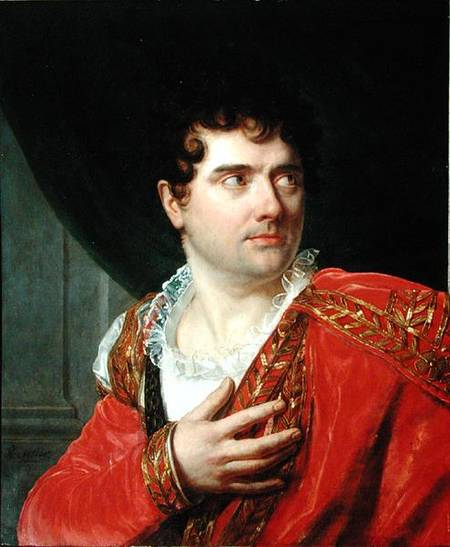
Анри-Франсуа Ризенер. Портрет Франсуа-Жозефа Тальма.
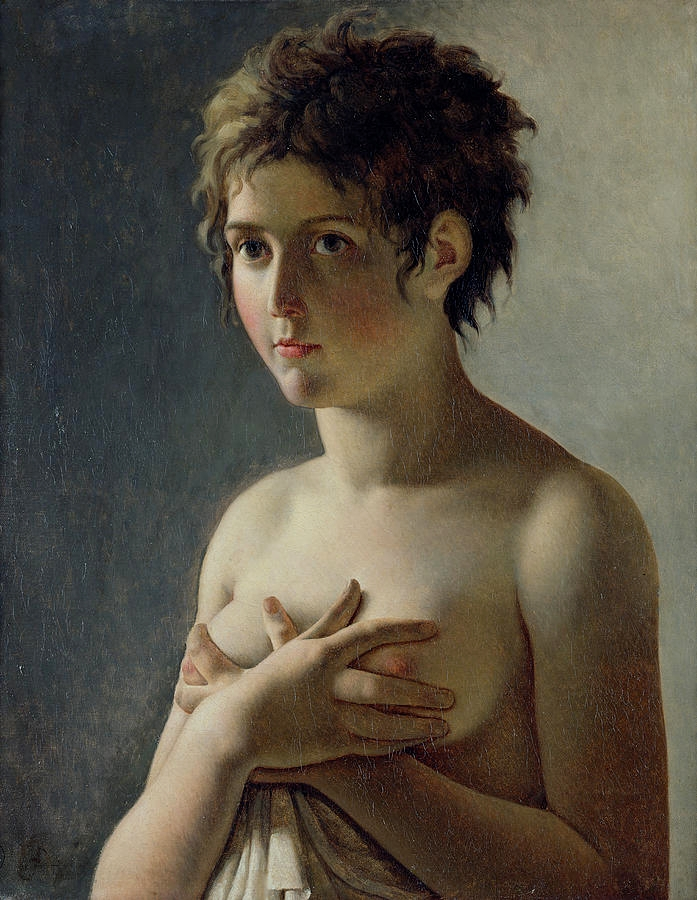
Пьер Нарсис Герен. Поясной портрет девушки, 1794.
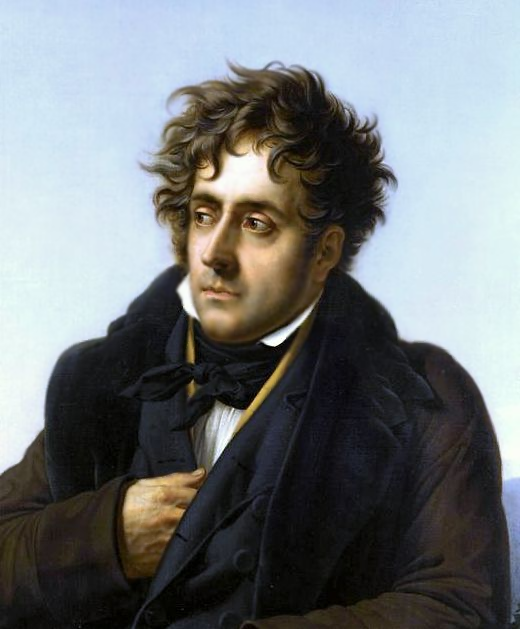
Анн-Луи Жироде-Триозон. Портрет Франсуа Рене де Шатобриана, 1811.
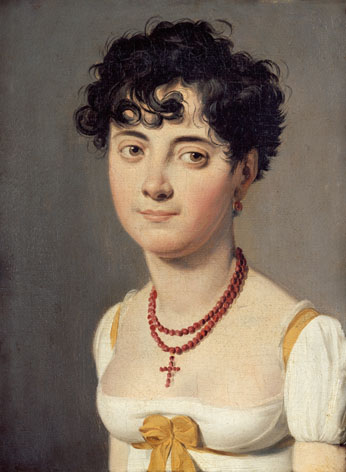
Луи-Леопольд Буальи. Портрет мадам де Фуле, ок. 1810.
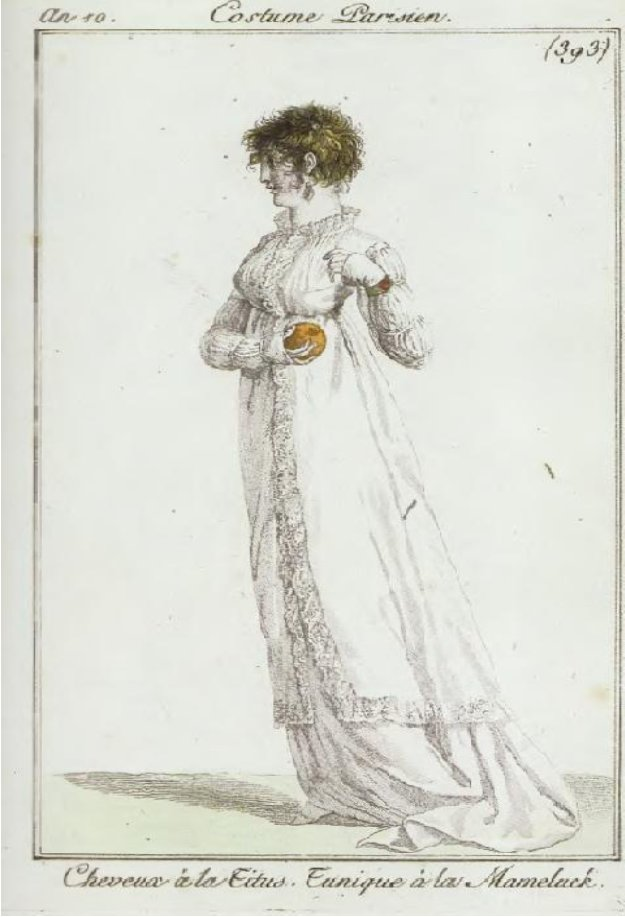
Стрижка а-ля Тит на иллюстрации из модного журнала, 1803.